# FED (wyświetlacz)
FED (od ang. field-emission display), wyświetlacz z emisją polową – rodzaj wyświetlacza działającego na zasadzie zderzania przyśpieszonych elektronów z ekranem pokrytym luminoforem, znanej ze zwykłych telewizorów i monitorów kineskopowych, z tą różnicą, że pojedyncze działo elektronowe zastąpiono opartymi na zjawisku tunelowym katodami z emisją polową. Katody są wykonane w postaci nanorurek węglowych i pracują na zimno, dzięki czemu mogą być bardzo gęsto upakowane.
Zaletami wyświetlacza z emisją polową są:
- duży kontrast i jasność
- duża szybkość działania
- bardzo mały pobór mocy
- prosta produkcja metodą nadruku.